# M. Lynne Markus
Mary Lynne Markus (* um 1950) ist eine US-amerikanische Wirtschaftsinformatikerin.
Sie hat einen Lehrstuhl für Informationsmanagement an der Bentley University, einer Privatuniversität in Waltham, Massachusetts inne. Sie hat Beiträge zur Erforschung von Anwendungssystemen, von unternehmensübergreifenden IT-Systemen, des Wissensmanagements und hinsichtlich des Einflusses der Informationstechnik auf den organisatorischem Wandel publiziert.